# Eureka (Kalifornien)
Eureka (nach griechisch ηὕρηκα, ich habe gefunden, Perfekt  von εὑρίσκω, ich finde) ist eine Stadt im Humboldt County, im Norden des US-Bundesstaates Kalifornien. Das U.S. Census Bureau hat bei der Volkszählung 2020 eine Einwohnerzahl von 26.512 ermittelt. Das Stadtgebiet hat eine Größe von 37,4 km².
Die Stadtlandschaft ist gekennzeichnet von tiefen furchenartigen Tälern, „Gullies“ genannt, und dem Redwood Forest. Bekannte Merkmale der Stadt sind die vielen viktorianischen Häuser und die Pulp Mill. Am 15. Oktober 1991 wurde Old Town Eureka als ein Historic District in das National Register of Historic Places aufgenommen.
Zur Namensherkunft siehe auch Heureka.

## Städtepartnerschaften
- Kamisu, Japan
- Nelson, Neuseeland

## Söhne und Töchter der Stadt
- Minerva Urecal (1894–1966), Schauspielerin
- Joseph Tracy Gregory (1914–2007), Paläontologe
- Steve Cochran (1917–1965), Schauspieler
- Sidney S. Novaresi (1922–2007), Generalmajor der United States Air Force
- Bernon F. Mitchell (1929–2001), NSA-Überläufer
- Kevin Still (* 1960), Ruderer
- Trevor Dunn (* 1968), Komponist und Bassist
- Mike Patton (* 1968), Sänger und Songschreiber
- Sara Bareilles (* 1979), Singer-Songwriterin und Pianistin

## Identifikation
Nach der 1994 erschienenen Geschichte The Invader of Fort Duckburg (dt. Der Herrscher über Entenhausen) von Don Rosa befindet sich Entenhausen annähernd dort, wo auch Eureka zu finden ist.

## Verkehr
Der Westküsten-Highway US 101 führt durch die Stadt. Per Flugzeug ist sie über den Flughafen Arcata-Eureka zu erreichen.

## Klima
Es herrscht ein sehr ausgeglichenes Klima mit nur sehr geringen Temperaturschwankungen zwischen Sommer und Winter. Das hängt mit dem kühlen Kalifornienstrom zusammen, dessen Wassertemperatur das ganze Jahr zwischen 12 und 16 °C liegt. Laut der Klimaklassifikation nach Köppen und Geiger herrscht in Eureka ein Kühl-Sommer-Mittelmeerklima  (Csb).
Die durchschnittlichen Sommertemperaturen in Eureka sind viel kühler als in New York City und Istanbul, die auf demselben Breitengrad liegen.
Die Sommertemperaturen sind ungewöhnlich kühl für den 40. Breitengrad und ähneln denen von Südalaska, Schottland, Nordirland und Feuerland im äußersten Süden von Chile und Argentinien, die weit nördlich und südlich des 50. Breitengrad liegen. Auch die durchschnittlichen Wintertemperaturen sind deutlich milder als in New York und Istanbul, und im Gegensatz zu diesen beiden Städten, gibt es nicht jedes Jahr Frost und Schnee. Schnee ist besonders selten und fällt höchstens ein- bis zweimal im Jahrzehnt.
|                       | Jan  | Feb  | Mär  | Apr  | Mai  | Jun  | Jul  | Aug  | Sep  | Okt  | Nov  | Dez  |   |      |
| Mittl. Tagesmax. (°C) | 12,4 | 13,1 | 13,0 | 13,3 | 14,4 | 15,7 | 16,6 | 17,0 | 17,2 | 16,0 | 14,5 | 12,7 | ⌀ | 14,7 |
| Mittl. Tagesmin. (°C) | 5,3  | 6,1  | 6,3  | 6,8  | 8,6  | 10,3 | 11,3 | 11,7 | 10,9 | 9,2  | 7,3  | 5,6  | ⌀ | 8,3  |
|                       |      |      |      |      |      |      |      |      |      |      |      |      |   |      |
| Niederschlag (mm)     | 152  | 120  | 135  | 73   | 37   | 13   | 3    | 12   | 23   | 68   | 164  | 153  | Σ | 953  |
|                       |      |      |      |      |      |      |      |      |      |      |      |      |   |      |
| Sonnenstunden (h/d)   | 4,5  | 5,1  | 6,7  | 8,4  | 9,0  | 9,3  | 8,8  | 7,6  | 7,3  | 5,7  | 4,4  | 4,1  | ⌀ | 6,7  |
|                       |      |      |      |      |      |      |      |      |      |      |      |      |   |      |
| Regentage (d)         | 13   | 12   | 14   | 9    | 6    | 3    | 1    | 2    | 3    | 7    | 13   | 14   | Σ | 97   |
|                       |      |      |      |      |      |      |      |      |      |      |      |      |   |      |
| Luftfeuchtigkeit (%)  | 83   | 82   | 82   | 82   | 84   | 86   | 87   | 88   | 86   | 85   | 83   | 83   | ⌀ | 84,3 |

| 5,3 |

| 6,1 |

| 6,3 |

| 6,8 |

| 8,6 |

| 10,3 |

| 11,3 |

| 11,7 |

| 10,9 |

| 9,2 |

| 7,3 |

| 5,6 |

| 5,3 |

| 6,1 |

| 6,3 |

| 6,8 |

| 8,6 |

| 10,3 |

| 11,3 |

| 11,7 |

| 10,9 |

| 9,2 |

| 7,3 |

| 5,6 |